# Trainspotting
 For alternative betydninger, se Trainspotting (flertydig). (Se også artikler, som begynder med Trainspotting)
Trainspotting er en skotsk dramakomedie fra 1996, der er instrueret af Danny Boyle. Filmen er baseret på Irvine Welshs roman fra 1993.
Filmen var Ewan McGregors store gennembrud. Selvom handling foregår ved Edinburgh, er det meste filmen optaget i Glasgow, bortset fra åbningscenerne, der blev filmet i Edinburgh, og slutscenerne der blev filmet i London.

## Handling
Filmen udspiller sig i forstad til Edinburgh, hvor vi følger en gruppe kammerater, hvoraf de fleste er heroinafhængige, en er alkoholiseret psykopat og en er "en god dreng". Historien bliver set gennem Mark Rentons øjne (Ewan McGregor), der er gruppens leder og central i handlingen. Vi følger Rentons kamp for at komme ud af heroinmisbruget og begynde et nyt liv, hvilket kammmeraterne vanskeliggør.

## Medvirkende
- Ewan McGregor som Mark "Rent Boy" Renton
- Ewen Bremner som Daniel "Spud" Murphy
- Jonny Lee Miller som Simon "Sick Boy" Williamson
- Robert Carlyle som Francis "Franco" Begbie
- Kevin McKidd som Tommy MacKenzie
- Kelly Macdonald som Diane Coulston
- Peter Mullan som Swanney "Mother Superior"
- Eileen Nicholas som Mrs. Renton
- James Cosmo som Mr. Renton
- Susan Vidler som Allison
- Pauline Lynch som Lizzy
- Shirley Henderson som Gail
- Stuart McQuarrie som Gav Temperley
- Irvine Welsh som Mikey Forrester
- Kevin Allen som Andreas
- Keith Allen som Dealer